# Brwilno Dolne
Brwilno Dolne – wieś w Polsce położona w województwie mazowieckim, w powiecie płockim, w gminie Nowy Duninów.
W skład sołectwa Brwilno Dolne-Soczewka wchodzą wsie Brwilno Dolne i Soczewka.
W latach 1975–1998 miejscowość administracyjnie należała do województwa płockiego.
W przeszłości wieś nazywana była także Brwilnem Niskim.